# Nagroda Heisiga
Nagroda Heisiga – polsko-niemiecka nagroda naukowa przyznawana od 2021 r. co dwa lata, jedna z najwyższych nagród finansowych dla polskiego naukowca.
Nagroda Heisiga została ufundowana przez prof. Norberta Heisiga, pochodzącego z Wrocławia lekarza, filologa klasycznego i działacza społecznego. Dysponentem nagrody jest Uniwersytet Wrocławski, a laureat jest wybierany przez powołaną przez rektora Uniwersytetu Wrocławskiego kapitułę spośród polskich naukowców, których typują senaty polskich uczelni, biorących udział w programie Inicjatywa Doskonałości Uczelnia Badawcza. Celem nagrody jest uhonorowanie polskich naukowców, którzy prowadzą badania na najwyższym poziomie, a ich odkrycia zmieniają świat, tj. wyróżniają się innowacyjnością w istotnym dla współczesnego świata zakresie. Kandydaci mogą reprezentować dowolną dyscyplinę nauki. Wartość nagrody wynosi 200 tys. zł do wyłącznej dyspozycji zwycięzcy.

## Laureaci
- 2021: prof. Jan Potempa z Uniwersytetu Jagiellońskiego[3][4]
- 2023: prof. Lechosław Latos-Grażyński z Uniwersytetu Wrocławskiego[3][5]